# جوناثان تايلور توماس
جوناثان تايلور توماس (بالإنجليزية: Jonathan Taylor Thomas)‏ هو ممثل أمريكي، ولد في 8 سبتمبر 1981 ببيت لحم في الولايات المتحدة.

## أعمال

### أفلام
- (1994) الأسد الملك[5]
- (1999) سبيدواي جانكي

### مسلسلات
- تحسين المنزل
- فيرونيكا مارس

## وصلات خارجية
- جوناثان تايلور توماس على موقع IMDb (الإنجليزية)
- جوناثان تايلور توماس على موقع ألو سيني (الفرنسية)
- جوناثان تايلور توماس على موقع أول موفي (الإنجليزية)
- جوناثان تايلور توماس على موقع قاعدة بيانات الأفلام السويدية (السويدية)
- جوناثان تايلور توماس على موقع إن إن دي بي (الإنجليزية)
- جوناثان تايلور توماس على موقع ديسكوغز (الإنجليزية)
- جوناثان تايلور توماس على موقع قاعدة بيانات الفيلم (الإنجليزية)
- جوناثان تايلور توماس على موقع كينوبويسك (الروسية)